# Wola Stępowska
Wola Stępowska – wieś w Polsce położona w województwie łódzkim, w powiecie łowickim, w gminie Kiernozia.
Prywatna wieś szlachecka położona była w drugiej połowie XVI wieku w powiecie gąbińskim ziemi gostynińskiej województwa rawskiego. W latach 1975–1998 miejscowość administracyjnie należała do województwa płockiego.
W miejscowości znajduje się drewniano-murowany dwór z XIX wieku, rozbudowany w 1929, otoczony pozostałościami parku.